# Petrohrad (arie protejată)
Petrohrad este o arie protejată (arie specială de conservare — SAC, sit de importanță comunitară — SCI) din Republica Cehă întinsă pe o suprafață de 44,94 ha, integral pe uscat.

## Localizare
Centrul sitului Petrohrad este situat la coordonatele 50°07′19″N 13°26′34″E / 50.121944°N 13.442778°E.

## Înființare
Situl Petrohrad a fost declarat sit de importanță comunitară în aprilie 2005 pentru a proteja 1 specie de animale. Situl a fost protejat și ca arie specială de conservare în aprilie 2017.

## Biodiversitate
Situată în ecoregiunea continentală, aria protejată nu include niciun habitat protejat.
La baza desemnării sitului se află o specie protejată de  nevertebrate: Osmoderma eremita.